# 레코드 (컴퓨터 과학)
컴퓨터 과학에서 레코드(record, struct)는 기본적인 자료 구조이다. 데이터베이스나 스프레드시트의 레코드는 보통 로우(row)라고 부른다.
레코드는 각기 다른 자료형에 속할 수 있는 필드의 모임이며, 보통 고정 숫자나 시퀀스로 이루어져 있다. 레코드의 필드들은 특히 객체 지향 프로그래밍에서 멤버(member)로도 부른다.

## 예시
다음은 레코드 정의의 예를 보여준다.
- PL/I:  declare 1 date,
            2 year  fixed binary,
            2 month fixed binary,
            2 day   fixed binary;
- Algol 68:

  mode date = struct (int year, int month, int day);
- C:struct date {
   int year;
   int month;
   int day;
};
- Go:type Date struct {
        year  int
        month time.Month
        day   int
}
- 파스칼:type TDate = record
   Year: Integer;
   Month: 1..12;
   Day: 1..31;
end;
- 러스트:struct Date {
   year: u32,
   month: u32,
   day: u32,
}
- 하스켈:data Date = Date { year :: Integer
                 , month :: Integer
                 , day :: Integer
                 }
- 줄리아:struct Date
    year::Int
    month::Int
    day::Int
end
- Standard ML:type date = {year:int, month:int, day:int}

## 같이 보기
- 블록 (컴퓨팅)
- 로우 (데이터베이스)